# Tour de Haut-Var 2016
La 48.ª edición del Tour de Haut-Var se disputó entre el 20 de febrero y el 21 de febrero de 2016 con un recorrido de 361,8 km en dos etapas entre las localidad de Le Cannet-des-Maures y Draguignan. La carrera formó parte de calendario UCI Europe Tour 2016 en categoría 2.1.

## Etapas
| Etapa     | Fecha     | Recorrido                               | type            | Distancia (km) | Ganador       | Líder         |
| --------- | --------- | --------------------------------------- | --------------- | -------------- | ------------- | ------------- |
| 1.ª etapa | 20 de feb | Le Cannet-des-Maures – Bagnols-en-Forêt | etapa escarpada | 153            | Tom Slagter   | Tom Slagter   |
| 2.ª etapa | 21 de feb | Draguignan – Draguignan                 | etapa escarpada | 206,8          | Arthur Vichot | Arthur Vichot |

### Etapa 1
Los resultados de la primera etapa fueron:
|   | Ciclista      | Equipo                     | Tiempo         |
| - | ------------- | -------------------------- | -------------- |
| 1 | Tom Slagter   | Cannondale                 | 3h 53 min 03 s |
| 2 | Arthur Vichot | FDJ                        | m.t.           |
| 3 | Mikael Cherel | AG2R La Mondiale           | m.t.           |
| 4 | Jesús Herrada | Movistar                   | m.t.           |
| 5 | Julien Simon  | Cofidis, Solutions Crédits | m.t.           |

|   | Ciclista      | Equipo                     | Tiempo         |
| - | ------------- | -------------------------- | -------------- |
| 1 | Tom Slagter   | Cannondale                 | 3h 53 min 03 s |
| 2 | Arthur Vichot | FDJ                        | m.t.           |
| 3 | Mikael Cherel | AG2R La Mondiale           | m.t.           |
| 4 | Jesús Herrada | Movistar                   | m.t.           |
| 5 | Julien Simon  | Cofidis, Solutions Crédits | m.t.           |

### Etapa 2
Los resultados de la segunda etapa fueron:
|   | Ciclista          | Equipo           | Tiempo         |
| - | ----------------- | ---------------- | -------------- |
| 1 | Arthur Vichot     | FDJ              | 5h 15 min 11 s |
| 2 | Jesús Herrada     | Movistar         | m.t.           |
| 3 | Alexis Vuillermoz | AG2R La Mondiale | m.t.           |
| 4 | Petr Vakoč        | Etixx-Quick Step | m.t.           |
| 5 | Diego Ulissi      | Lampre-Merida    | m.t.           |

|   | Ciclista      | Equipo                     | Tiempo          |
| - | ------------- | -------------------------- | --------------- |
| 1 | Arthur Vichot | FDJ                        | 9 h 08 min 14 s |
| 2 | Jesús Herrada | Movistar                   | m.t.            |
| 3 | Diego Ulissi  | Lampre-Merida              | m.t.            |
| 4 | Julien Simon  | Cofidis, Solutions Crédits | m.t.            |
| 5 | Petr Vakoč    | Etixx-Quick Step           | m.t.            |

## Clasificaciones finales
- Las clasificaciones finalizaron de la siguiente forma:[1]

### Clasificación general
| Posición | Ciclista      | Equipo                     | Tiempo         |
| -------- | ------------- | -------------------------- | -------------- |
|          | Arthur Vichot | FDJ                        | 9 h 8 min 14 s |
| 2.º      | Jesús Herrada | Movistar                   | m.t.           |
| 3.º      | Diego Ulissi  | Lampre-Merida              | m.t.           |
| 4.º      | Julien Simon  | Cofidis, Solutions Crédits | m.t.           |
| 5.º      | Petr Vakoč    | Etixx-Quick Step           | m.t.           |

### Clasificación por puntos
| Posición | Ciclista      | Equipo     | Puntos |
| -------- | ------------- | ---------- | ------ |
|          | Arthur Vichot | FDJ        | 45     |
| 2.º      | Jesús Herrada | Movistar   | 34     |
| 3.º      | Tom Slagter   | Cannondale | 25     |

### Clasificación de la montaña
| Posición | Ciclista         | Equipo                     | Puntos |
| -------- | ---------------- | -------------------------- | ------ |
|          | Ben Gastauer     | AG2R La Mondiale           | 50     |
| 2.º      | Antoine Duchesne | Direct Énergie             | 28     |
| 3.º      | Romain Hardy     | Cofidis, Solutions Crédits | 28     |

### Clasificación de los jóvenes
| Posición | Ciclista         | Equipo                 | Tiempo          |
| -------- | ---------------- | ---------------------- | --------------- |
|          | Petr Vakoc       | Etixx-Quick Step       | 9 h 08 min 14 s |
| 2.º      | Lilian Calmejane | Caja Rural-Seguros RGA | 3               |
| 3.º      | Lawson Craddock  | Cannondale             | 2               |

### Clasificación por equipos
| Posición | Equipo           | Tiempo           |
| -------- | ---------------- | ---------------- |
| 1.º      | Movistar         | 27 h 24 min 46 s |
| 2.º      | AG2R La Mondiale | a 11 s           |
| 3.º      | Etixx-Quick Step | a 14 s           |

## Evolución de las clasificaciones
| Etapa (Vencedor)          | Clasificación general | Clasificación por puntos | Clasificación de la montaña | Clasificación de los jóvenes | Clasificación por equipos |
| ------------------------- | --------------------- | ------------------------ | --------------------------- | ---------------------------- | ------------------------- |
| 1.ª etapa (Tom Slagter)   | Tom Slagter           | Tom Slagter              | Lilian Calmejane            | Petr Vakoč                   | Movistar                  |
| 2.ª etapa (Arthur Vichot) | Arthur Vichot         | Arthur Vichot            | Ben Gastauer                | Petr Vakoč                   | Movistar                  |
| Final                     | Arthur Vichot         | Arthur Vichot            | Ben Gastauer                | Petr Vakoc                   | Movistar                  |